# مارجورى لورد
مارجورى لورد (بالإنجليزية: Marjorie Lord)‏ (و. 1918 – 2015 م) هي ممثلة مسرحية، وممثلة أفلام، وممثلة تلفزيونية أمريكية، ولدت في سان فرانسيسكو، توفيت في بيفرلي هيلز كاليفورنيا، عن عمر يناهز 97 عاماً، بسبب مرض.

## وصلات خارجية
- مارجورى لورد على موقع IMDb (الإنجليزية)
- مارجورى لورد على موقع ألو سيني (الفرنسية)
- مارجورى لورد على موقع تيرنر كلاسيك موفيز (الإنجليزية)
- مارجورى لورد على موقع أول موفي (الإنجليزية)
- مارجورى لورد على موقع قاعدة بيانات برودواي على الإنترنت (الإنجليزية)
- مارجورى لورد على موقع قاعدة بيانات الأفلام السويدية (السويدية)
- مارجورى لورد على موقع إن إن دي بي (الإنجليزية)
- مارجورى لورد على موقع قاعدة بيانات الفيلم (الإنجليزية)
- مارجورى لورد على موقع كينوبويسك (الروسية)